# Danilo Petrucci
Danilo Carlo Petrucci (Terni, 24 de outubro de 1990) é um motociclista italiano, que competiu no MotoGP. Em 2022 tornou-se no primeiro piloto vindo do MotoGP a vencer uma etapa no Rally Dakar, na sua primeira participação.

## Carreira
Danilo Carlo Petrucci começou a pilotar em 1998